# Shadow of the Colossus
Shadow of the Colossus (littéralement L'Ombre du colosse), ou Wander and the Colossus (ワンダと巨像, Wanda to Kyozō, lit. Wander et le colosse) au Japon, est un jeu vidéo d'action-aventure codéveloppé par Japan Studio et Team Ico (lequel a précédemment dirigé le jeu Ico) et édité par Sony Computer Entertainment pour la PlayStation 2. Le jeu est sorti en octobre 2005 en Amérique du Nord et au Japon, et en février 2006 en Europe.
Le jeu raconte l'histoire d'un jeune homme nommé Wander qui se rend sur une terre abandonnée sacrée afin de redonner vie à Mono une jeune fille. Pour ce faire, il doit combattre et tuer seize colosses en différents endroit où ils évoluent.
Il a fait l'objet d'une réédition sur PlayStation 3 en septembre 2011, avec des graphismes remastérisés en haute définition sur un disque Blu-ray contenant également Ico. Un remake sur PlayStation 4, Shadow of the Colossus, est sorti en février 2018.

## Trame

### Univers
L'univers de Shadow of the Colossus se démarque des jeux d'action-aventure traditionnels car il n'y a ni villes ni donjons à explorer, pas de personnages avec lesquels interagir, et pas non plus d'ennemis habituels à combattre à l'exception de seize colosses,.  L'univers étendu qu'arpente Wander est entièrement silencieux. Les êtres vivants visibles à l'exception du cheval Agro et des colosses sont des lézards qui courent sur les murs de pierre et dans l'herbe, des tortues, des colombes blanches, notamment autour de l'autel où repose la jeune fille, des poissons dans les lacs, ainsi qu'un grand oiseau qui suit parfois le personnage quand celui-ci se déplace à cheval. L'environnement est relativement varié, disposant de plaines verdoyantes, de sanctuaires rocheux, de lacs souterrains (ou non), de montagnes, de grottes ou de déserts de sables. 

### Scénario
La cinématique de Shadow of the Colossus commence en montrant Wander traversant un grand viaduc pour entrer dans l'univers du jeu. Monté sur son cheval Agro, il arrive dans un énorme sanctuaire, puis dépose sur l'autel le corps enveloppé d'un linceul qu'il transportait. Il retire le drap et on découvre une jeune femme nommée Mono. C'est alors que plusieurs créatures qui semblent formées d'un éther très sombre apparaissent pour attaquer les personnages. D'apparence humanoïde, les créatures-ombres sont rapidement vaincues par Wander, armé de son épée.
Une voix désincarnée d'une entité nommée Dormin se fait entendre dans le temple, surprise que le voyageur possède une telle arme. Wander demande à Dormin de sauver la jeune femme, en réintégrant l'âme dans son corps. Il lui explique que cela ne lui sera possible que lorsque les seize idoles de pierres du temple auront été détruites. Il lui faut pour chaque statue vaincre au préalable le géant qui lui est associé et qui repose quelque part dans la région. Pour cela, Dormin lui explique qu'il doit utiliser son épée, une arme unique aux pouvoirs magiques. Dormin l'avertit qu'il aura un grand prix à payer pour ressusciter Mono, ce qui termine la cinématique du début.
Le joueur qui incarne Wander part à la recherche des colosses qu'il affronte les uns après les autres. Après la mort de chaque colosse, la cinématique montre l'apparence physique de Wander en train de se dégrader : sa peau devient plus pâle et ses cheveux plus foncés, tandis que Mono retrouve un teint plus frais.
La mort du douzième colosse, déclenche une nouvelle cinématique qui montre aux abords du viaduc un petit groupe de guerriers dirigé par un chaman appelé Seigneur Emon ; ils poursuivent Wander. Exhorté à se presser dans sa tâche, Wander affronte les trois colosses suivants. Alors qu'il traverse un pont permettant d'accéder au seizième et dernier colosse, l'ouvrage s'écroule. Son cheval Agro a tout juste le temps de l'éjecter sur le versant opposé tandis qu'il est emportée dans l'effondrement et tombe dans la rivière, des centaines de mètres plus bas.
Le groupe de guerriers arrive au sanctuaire alors que la dernière idole du temple se détruit. Wander apparaît peu de temps après. Emon ordonne à ses guerriers de le tuer. Alors que Wander tente de rejoindre Mono, il est touché à la jambe, tandis qu'un autre flèche lui transperce le cœur d'une épée. Un sang noir similaire à de la fumée s'écoule de la blessure, et le corps de Wander se couvre de ténèbres.
Dormin prend alors le contrôle de l'esprit de Wander puis se transforme en ombre du colosse (Shadow of the Colossus, version américaine). Tandis que ses hommes fuient, Emon jette l'ancienne épée de Wander dans un petit bassin au fond du temple. Un tourbillon de lumière se crée et engloutit Dormin et Wander. Emon et ses hommes quittent ensuite les terres interdites, le viaduc qui permet d'accéder au temple s'écroule derrière eux. 
Dans le temple, Mono se réveille, tandis qu'Agro la rejoint malgré une jambe blessée. Elles s'approchent du bassin dans lequel Wander et Dormin ont été aspirés, et y trouvent un bébé avec des petites cornes sur la tête. Elle prend l'enfant avec elle, puis suit le cheval jusqu'à un jardin secret luxuriant, situé haut dans le sanctuaire.

## Système de jeu
Dans Shadow of the Colossus, le héros affronte seul seize colosses. Le joueur passe une grande partie du jeu à se déplacer dans un monde ouvert avec des environnements vastes, à la recherche d'un des colosses en se servant d'une carte indiquant les différents lieux. Le but du personnage principal, Wander, est d'abattre tous les colosses pour pouvoir ressusciter une jeune femme dont il a déposé le corps dans le temple d'une contrée mystérieuse. 
Les colosses se présentent sous la forme de gigantesques créatures portant des armures ou des carapaces, qu'il faut souvent escalader pour pouvoir accéder à leurs points vitaux qui apparaissent en surbrillance. L'équipement du héros est limité et figé dès le début du jeu (un cheval, un arc et une épée) et la victoire résulte en partie de l'interaction avec le décor, et l'endurance acquise au fil du périple. Une fois terrassés, un large rai de lumière, visible de très loin, inonde alors le corps inanimé du colosse et le localise. Si le joueur le souhaite, il peut défier un colosse précédemment abattu en approchant son cadavre et en priant devant lui (mode réminiscence).
La traque de lézards augmente la jauge d'endurance de Wander lorsqu'il les tue. De même, le joueur peut trouver des fruits qui augmentent la santé maximale de Wander. De petits autels de pierres indiqués par la carte, sont également dispersés çà et là et font office de point de sauvegarde pour le joueur.
Lorsque le jeu est complété, un mode Time Attack est accessible. Le joueur peut à nouveau défier chaque colosse en un temps limité et débloquer des objets spéciaux afin d'augmenter la puissance de Wander ou de localiser plus facilement les colosses et les bonus.

## Développement

### Genèse

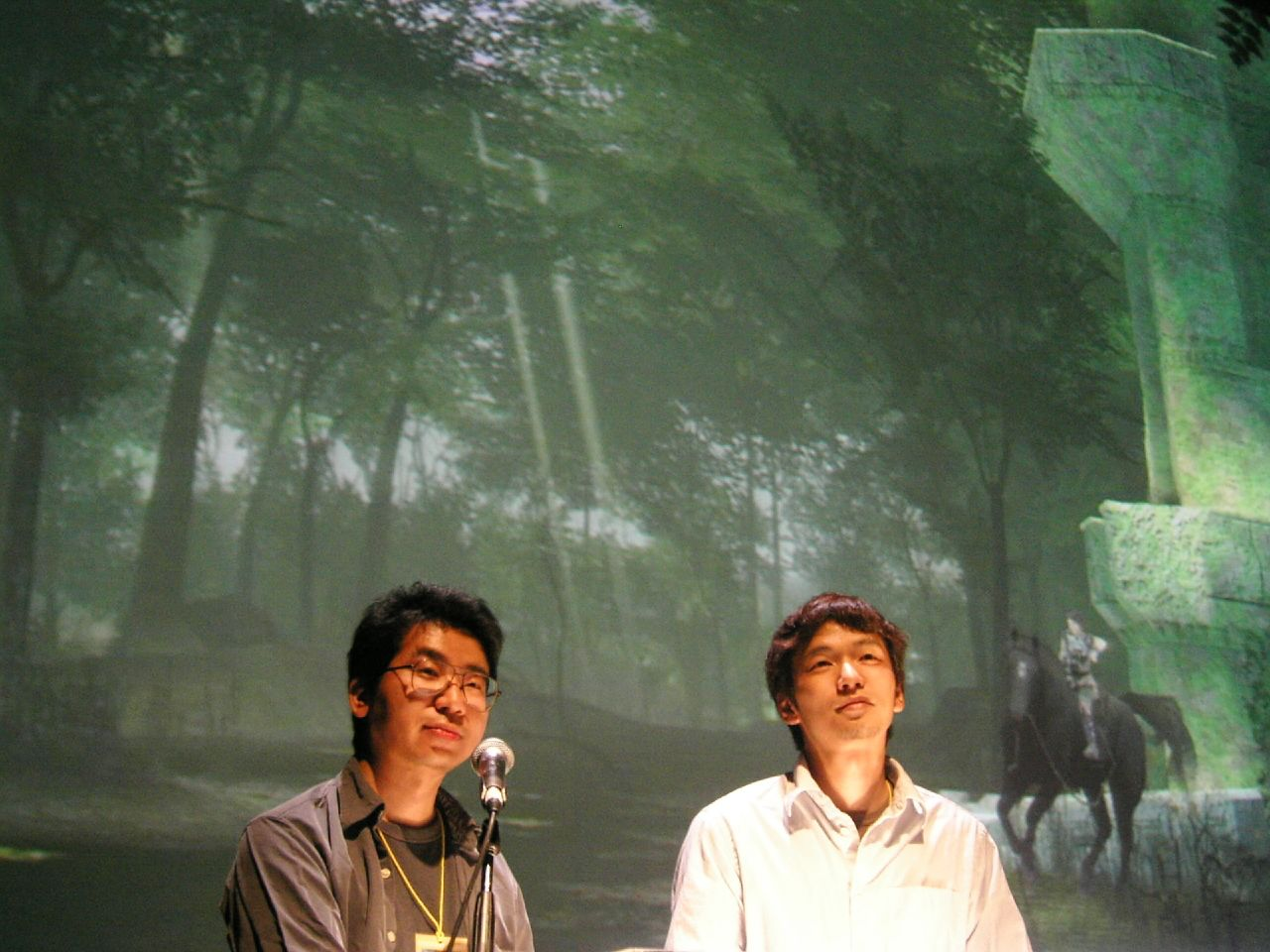
Kenji Kaido et Fumito Ueda lors de la présentation du jeu au salon Art Futura de 2005

À la suite du succès critique de ICO sorti en 2001, Fumito Ueda, à la tête du studio de développement 1 de SCEI (rebaptisé « TeamIco », en référence à leur premier projet), veut mettre en place un nouveau projet basé sur l'idée première de plates-formes mouvantes. Après la sortie de ICO, l'équipe est en effectif réduit, les développeurs sont appelés sur d'autres projets Sony ou voient tout simplement leur contrats arriver à terme. Ueda décide alors de recruter de nouveaux développeurs et passe une annonce dans le très populaire magazine japonais Famitsu en juillet 2002. L'annonce paraît en double-page et bénéficie d'un graphisme soigné qui rappelle le style d'ICO, c'est en quelque sorte la première annonce du jeu. L'équipe recherche des développeurs spécialisés dans les simulations physiques et gravitationnelles. Cette réclame connaît un certain succès et bientôt, pas moins de 500 candidats tentent leur chance. Le jeu était également pensé pour offrir une expérience en multijoueur, où les joueurs, chacun avec leur propre monture, s'attaquait aux colosses ; avant que l'idée ne soit rapidement abandonnée, fautes de connaissances suffisantes pour se lancer dans le concept.
Le développement du jeu ne débute réellement qu'en 2002 sous le nom de projet NICO (Next Ico). Il s'agit d'un jeu de mots, car ni signifie « deux » en japonais.
L'une des premières présentations du jeu est faite au DICE Summit de 2003, on y voit un groupe de personnages cagoulés et cornus qui attaquent puis terrassent un colosse. À cette occasion, Fumito Ueda explique qu'à ce moment du développement il était plus simple de réutiliser le style et les personnages d'ICO, et qu'il ne cherchait pas à faire une suite.

### Concepts
Fumito Ueda et le producteur Kenji Kaido ont été très exigeants envers l'équipe. 
Tout comme pour Ico, Ueda travaille beaucoup sur l'atmosphère du jeu. Les créateurs insistent également pour mettre en place un monde qui semblerait vraiment étendu,[réf. nécessaire].
Au début du développement, Fumito Ueda imagine 48 colosses, avant de rapidement limiter leur nombre à 24. L'équipe procède alors au développement de ces 24 colosses en créant des croquis, puis des modélisations complètes en 3D afin de les incorporer au jeu. Finalement, seuls 16 colosses paraissent dans la version finale du jeu.
La fin du jeu évoque sa parenté avec Ico. L'auteur s'est exprimé à ce sujet et a confirmé le lien narratif entre les deux jeux. Shadow of the Colossus étant une préquelle avouée d'Ico[réf. nécessaire].

## Bande originale

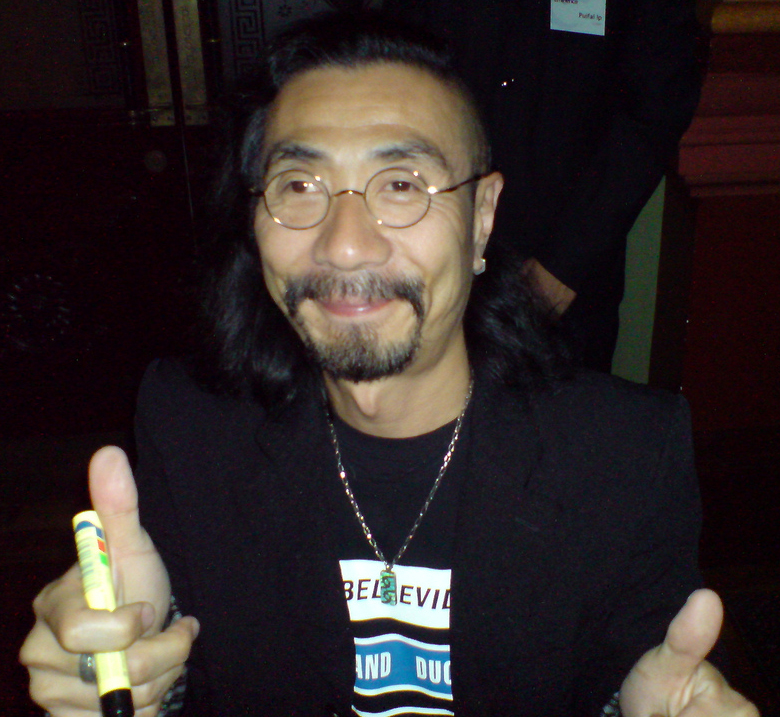
Kow Otani compose la bande son du jeu.

Les musiques du jeu sont composées par Kow Otani. Les morceaux mêlent particulièrement les cordes, les percussions, et les cors d'harmonie. Kow Otani joue lui-même les parties au piano au bouzouki irlandais, et s'occupe de la programmation du synthétiseur.
Dans Shadow of the Colossus, les musiques n'apparaissent qu'à des moments clés de l'action ou du scénario : lors de séquences cinématiques et des combats contre les colosses. La plupart du temps, quand le joueur se trouve au sanctuaire ou traverse les terres abandonnées, les musiques sont absentes, seuls se font entendre les bruits causés par le héros et son cheval et les murmures de l'environnement. Cette absence de musique contribue à créer un climat de solitude, qui rappelle celui d'ICO.
Pourtant le jeu dispose d'une bande-son conséquente. Le 7 décembre 2005 sort au Japon l'OST du jeu, intitulé Shadow of the Colossus: Roar of the Earth, lequel gagne en 2005 le prix de « Bande originale de l'année » décerné par le magazine américain Electronic Gaming Monthly.
À l'occasion du remake de Shadow of the Colossus en 2018 sur PlayStation 4, Kow Otani retravaille les compositions du jeu afin de les adapter au hardware et améliorer leur qualité à l'écoute. En outre, les thèmes d'ouverture et de fermeture se voient enrichis par l'ajout d'instruments à cordes, afin d'ajouter de la profondeur. En 2018, la bande-originale rééditée est commercialisée en sortant sous coffret vinyle. Celui-ci se compose de deux disques microsillons translucides, incorporés dans une pochette, laquelle est illustrée par un artwork réalisé par Nimit Malavia.

## Commercialisation

### Sortie
Pour les amateurs des jeux de l'équipe, Team Ico offre un DVD bonus pour les pré-commandes japonaise du jeu. On y trouve plusieurs vidéos sur le développement et la présentation d'Ico et de Shadow of the Colossus: par exemple la vidéo du DICE Summit, toutes les vidéos de démonstrations, des explications sur la trame de Nico et une présentation des membres de l'équipe de développement qui exposent leurs idées à propos du jeu.
La campagne de publicité lancée pour la sortie de Shadow of the Colossus aux États-Unis fait preuve d'une certaine originalité. Cette campagne de marketing viral s'est appuyée sur un réseau de sites web traitant de l'existence lointaine de géants qui auraient peuplé la terre. Le principe était de révéler des découvertes improbables de fossiles et de squelettes de colosses aux quatre coins du monde. Le bouche à oreille a colporté la rumeur aux oreilles de certains internautes crédules qui ont cru au miracle, alors que d'autres plus informés ont levé le voile de la supercherie en évoquant cette fameuse campagne de publicité.

### Remasterisation
Le jeu fait l'objet d'une réédition sur PlayStation 3 en septembre 2011, avec des graphismes remastérisés en haute définition sur un Blu-ray contenant également Ico.

### Remake
Le remake sur PlayStation 4 sort le 7 février 2018. Les assets sont recréés à partir de rien avec un moteur de jeu maison offrant un affichage en 4K pour les possesseurs de la version Pro de la console tandis que le gameplay est identique au support d'origine. L'ensemble de la bande-originale est également retravaillée par son compositeur Kow Otani.

## Accueil

### Critiques
Shadow of the Colossus et sa version remastérisée ont reçu d’excellentes notes, la plupart entre 8 et 10 . De manière générale, le jeu est qualifié de chef-d'œuvre. 
Le journaliste du site français Jeuxvideo.com Anagund avance que « Shadow of the Colossus est une véritable ode à la contemplation, avec sa propre idée d’un monde ouvert » et il rajoute à la fin de son test « Shadow of the Colossus est toujours une expérience unique, digne du chef-d’œuvre qu’il était en 2005 ».. 
Gamekult énonce par rapport à sa remastérisation : "« Il y a bien quelques soucis techniques résiduels et des petits changements d'ambiance qui feront peut-être jaser, mais c'est vraiment du pipi de cheval en comparaison de l'ampleur du travail abattu par Bluepoint Games pour rhabiller un tel chef-d'œuvre sans le trahir ». 
Le site Metacritic recense une note globale de 91 sur 100.

### Distinctions
À la 6e cérémonie des Game Developers Choice Awards, qui s'est déroulée en mars 2006, Shadow of the Colossus a remporté cinq prix sur huit possibles : Game of the Year, Game Design, Character Design, Visual Arts et Innovation.
Le site Jeuxvideo.com le classe 24e meilleur jeu de tous les temps en 2011.

## Postérité
The Last Guardian, la troisième production de la Team Ico, est sorti le 7 décembre 2016 sur PlayStation 4. Il partage également le même monde imaginaire que Shadow of the Colossus.